# Amic de Giovinazzo
Amic de Giovinazzo, de vegades dit Amic II (italià: Amico, francès: Ami; fl. 1063-1090), fou un noble i capitost normand durant la conquesta normanda de la Itàlia meridional. Fou el comte de Molfetta des del 1068 fins a la seva mort i de Giovinazzo des del 1068 fins al 1073. Era un plançó d'una família il·lustre sovint oposada al domini de la casa d'Hauteville. El 1067-68, 1072-73 i 1079-80 participà en revoltes contra el duc de la Pulla, dels Hautevilles. El 1067 i el 1079 rebé ajuda de l'Imperi Romà d'Orient en el seu conflicte amb el duc.
El 1074-75, envaí Croàcia i, concretament, Dalmàcia en suport als romans d'Orient en la seva disputa amb el rei croat. Capturà el rei, Pere Krešimir IV, i segurament pretenia fundar-hi un principat, però fou derrotat per la República de Venècia i tornà a Itàlia.
El 1081-82 participà en la invasió de l'Imperi Romà. Conduí l'ala dreta de l'exèrcit en la batalla de Dirràquion. El seu atac matusser deixà els normands al caire de la desfeta, cosa que intentà compensar amb una càrrega contra l'emperador Aleix I Comnè que estigué ben a prop de reeixir.
El 1093 ja havia estat succeït pel seu fill, Jofré.